# Приймак, Андрей Иванович
Андрей Иванович Приймак (7 декабря 1941, Днепродзержинск, Днепропетровская область — 2 марта 1997, Днепродзержинск, Днепропетровская область) — советский партийный деятель. Член ЦК КПУ в 1981—1990 г. Депутат Верховного Совета УССР 11-го созыва.

## Биография
В 1959—1962 г. — слесарь ремонтно-механического цеха Днепродзержинского вагоностроительного завода имени газеты «Правда».
В 1962—1965 г. — служил в Советской армии.
Член КПСС с 1964 года.
С 1965 г. — слесарь новопрокатного цеха, старший оператор сортопрокатного цеха Днепровского металлургического завода имени Дзержинского в городе Днепродзержинске.
Окончил Днепродзержинский индустриальный институт имени Арсеничева.
В 1973—1977 г. — освобожденный секретарь партийной организации сортопрокатного цеха, в 1977—1979 г. — заместитель секретаря партийного комитета Днепровского металлургического завода имени Дзержинского. В 1979—1980 г. — заместитель начальника, начальник сортопрокатного цеха Днепровского металлургического комбината имени Дзержинского.
В 1980—1985 г. — секретарь партийного комитета Днепровского металлургического комбината имени Дзержинского.
В 1985—1989 г. — 1-й секретарь Днепродзержинского городского комитета КПУ Днепропетровской области.

## Награды
- ордена[уточнить]
- медали[уточнить]